# Axel Becke
Axel Dieter Becke (* 10. Juni 1953 in Eßlingen am Neckar) ist ein deutscher Chemiker und Professor für Chemie an der Dalhousie University in Halifax.

## Leben
Nach seinem Ingenieur-Studium an der Queen’s University, Kingston (Ontario), das er 1975 abschloss, promovierte er 1981 an der McMaster University in Hamilton (Ontario) in theoretischer Physik. Von 1981 bis 1983 war er wissenschaftlicher Mitarbeiter an der Dalhousie University, wo er heute als Professor lehrt.
Becke entwickelte auf Basis der Molekülorbitaltheorie das weltweit erste Rasterverfahren, das nicht auf dem  MO-Verfahren basiert. Zudem ist er im Bereich der Dichtefunktionaltheorie (DFT) tätig und erforscht die Struktur von Atomen und Molekülen. Zusammen mit J.P. Perdew gelang Becke der Nachweis, dass die DFT im Bereich der Quantenchemie als effektives Hilfsmittel dienen kann. Er entwickelte ein spezielles Computerprogramm mit dem ein hoher Grad an Präzision bei der Berechnung der Struktur von Molekülen erreicht werden kann.

## Auszeichnungen
Im Jahr 1991 erhielt er die Medaille der International Academy of Quantum Molecular Science.
Im Jahr 2000 wurde Becke die Schrödinger-Medaille der World Association of Theoretically Oriented Chemists (WATOC) verliehen. 2014 erhielt er den American Chemical Society Award in Theoretical Chemistry und den Gerhard Herzberg Canada Gold Medal for Science and Engineering.

## Publikationen (Auswahl)
- Density functionals and transition-metal atoms. In: The Journal of chemical physics. Vol. 127 (2007), ISSN 0021-9606
- A unified density-functional treatment of dynamical, nondynamical, and dispersion correlations. In: The Journal of chemical physics. Vol. 127 (2007), ISSN 0021-9606.
- A unified density-functional treatment of dynamical, nondynamical, and dispersion correlations. II. Thermochemical and kinetic benchmarks. Vol. 128 (2008), ISSN 0021-9606.